# Блокада и обстрелы Степанакерта
Блокада и обстрелы Степанакерта (арм. Ստեփանակերտի ռմբակոծումը) — многомесячная кампания бомбардировок гражданских объектов города Степанакерт, столицы непризнанной Нагорно-Карабахской Республики, с осени 1991 до весны 1992 года, в ходе Первой карабахской войны. Обстрел Степанакерта и соседних городов и сёл проходил в условиях полной блокады со стороны Азербайджана, вызывая масштабные разрушения и многочисленные жертвы среди гражданского населения.
По данным правозащитной организации «Human Rights Watch», главной базой азербайджанских вооружённых сил с целью бомбардировок Степанакерта служили города Ходжалы и Шуша. Против гражданского населения азербайджанские силы применяли запрещённые[чем?] установки залпового огня БМ-21 «Град». В результате неизбирательных обстрелов, снайперских выстрелов и воздушных налётов были убиты и покалечены сотни мирных жителей, разрушены дома, больницы и другие здания. Операция была нацелена на устрашение и вытеснение армянского населения. В результате наступления Азербайджана более 40 000 человек стали беженцами, десятки сёл были сожжены и разрушены.
По данным ПЦ «Мемориал», жилые районы Степанакерта регулярно обстреливались с применением артиллерии и ракетных установок. Широкомасштабные разрушения и жертвы были следствием расположения Степанакерта в низине. Существенную роль сыграло также то обстоятельство, что азербайджанским силам до этого удалось захватить советские склады с оружием в Агдаме и в других городах, с более чем 11 000 вагонов ракет, предназначенных для БМ-21 РСЗО и других видов оружия.
Беспорядочные обстрелы жилых кварталов прекратились лишь после успешного подавления азербайджанских аванпостов армянскими подразделениями в городе Шуша 8—9 мая 1992 года.

## Блокада
Азербайджан блокировал железнодорожные коммуникации, поставки нефти и природного газа в Армению и Нагорно-Карабахскую автономную область с 1989 года. С осени 1991 года блокада стала полной и непрерывной. В результате, экономика Армении была истощена, начались социальные волнения и гуманитарный кризис. В течение весны 1992 года, Степанакерт (где проживало почти 70 000 человек) был в осаде. Азербайджан перекрыл сухопутное сообщение между Арменией и Нагорным Карабахом. Единственная связь с внешним миром осуществлялась на вертолётах через горы в течение почти двух лет. Таким образом, армяне Нагорного Карабаха и, в частности, жители Степанакерта были практически заперты в городе.

В результате ужесточения блокады со стороны Азербайджана жители практически были лишены всех необходимых продуктов, в том числе воды, электричества и медикаментов. Армяне в Степанакерте почти круглосуточно были вынуждены скрываться в подвалах. В докладе «Human Rights Watch» в частности отмечается: 
К зиме 1991–1992 годов, в результате трёхлетней экономической и транспортной блокады со стороны Азербайджана, Нагорный Карабах был лишён топлива, электричества, проточной воды, функционирующих санитарных сооружений и большинства потребительских товаров.
 Именно в таких условиях тотальной блокады азербайджанские ВС продолжали подвергать Степанакерт обстрелам и бомбардировке.

### Обстрелы и бомбардировки
Зимой 1991—92 годов, Степанакерт был мишенью артиллерийских обстрелов и бомбардировок со стороны азербайджанских ВС. В мае 1992 года, когда докладчики правозащитной организации Helsinki Watch прибыли в Степанакерт, город был разрушен. Только с 22 по 24 августа в результате азербайджанских обстрелов погибли, по крайней мере, 40 мирных жителей, больше 100 человек были ранены.
В докладе «Helsinki Watch» отмечается, что «азербайджанские обстрелы и бомбёжки были необоснованными и беспорядочными, и преследовали цель запугивания и вытеснения армянского населения. Как и предыдущие азербайджанские обстрелы Степанакерта, обстрелы и бомбёжки во время операции и после неё стали причиной разрушения и повреждения десятков домов, а иногда и целых деревень». Как пишет баронесса Кэролайн Кокс: «Я привыкла каждый день насчитывать около 400 снарядов „Града“, которые падали на Степанакерт».
В книге «Карабах: На грани веков» имеется описание Степанакерта в период до взятия Шуши: «С декабря 1991-го до 8 мая 1992 года Степанакерт обстреливался из установок „Град“ и „Алазань“, подвергался массированным бомбардировкам с самолётов и вертолётов. По городу было выпущено более 5000 различных снарядов. Только за этот период погибло 110 и было ранено свыше 300 жителей Степанакерта. Лишь в очередях за водой погибло около 30 степанакертцев. Степанакерт обстреливался из 5 огневых позиций азербайджанцев: из Шуши, Малибейли, Ходжалу, Джанхасан, Кесалар».

Дэвид Аткинсон, член Совета Европы, представляя свой доклад в ходе зимней сессии ПАСЕ 25 января 2005 года, напомнил, что он побывал в Нагорном Карабахе в начале 1990-х годов, и добавил, что он «никогда не забудет» азербайджанские бомбардировки Степанакерта.
«Каждый мог проснуться с похмелья после вечерней попойки, сесть за "Град" и стрелять, стрелять, стрелять... в сторону Степанакерта без конкретнoй цели, без каких-либо координат».
Географически Степанакерт находится в наиболее уязвимом положении, к востоку на расстоянии 24 км расположен Агдам, на севере — Ходжалы и на юге — Шуша. Населённые в то время преимущественно азербайджанцами Шуша и Ходжалу, с которых открывается вид на Степанакерт, были использованы в качестве основных плацдармов для обстрелов и бомбардировок столицы. «Helsinki Watch» пишет: «В то время как азербайджанские силы держали город Шуша, откуда открывается вид на Степанакерт, они наносили удары с „Градов“ и тяжёлой артиллерии, задев мирное население, жилые кварталы, больницы и подобные объекты… Российский лётчик Анатолий Чистяков рассказывал, что азербайджанцы часто требуют от наёмных лётчиков сбрасывать слезоточивый газ, чтобы вызвать панику среди мирного населения».
В качестве платформ для артиллерийских обстрелов, которые начались в декабре 1991 года и продолжались более трёх месяцев, использовались советские Ракетные установки залпового огня БМ-21 «Град», способные нести 40 ракетных снарядов одновременно. РСЗО является современным вариантом системы полевой реактивной артиллерии «Катюша», которая широко применялась на Восточном фронте Второй мировой войны. Основной характеристикой систем реактивной артиллерии считается сравнительно высокое рассеивание снарядов, вследствие чего невозможно точно скоординировать удары. По сути, системы предназначены для одновременного поражения целей на значительных площадях, для нанесения масштабных разрушений, в то время как азербайджанская армия использовала их для обстрела мирных жителей густонаселённого города. Названные «летающими телеграфными столбами» из-за своей длинны, ракеты наносили огромный ущерб столице Нагорного Карабаха. Были разрушены десятки жилых домов, школы, фабрика по производству шёлка, родильный дом и, как минимум, один детский сад.

31 мая 1992 года газета Chicago Tribune писала: 
После шести месяцев ежедневных обстрелов ущерб, нанесённый этому изолированному городу, где проживают около 70 тысяч армян, достаточно устрашающий. Зазубренные, почерневшие отверстия видны почти на каждом здании. Нет воды, электричества, продуктов питания и топлива.Howard Witt

## Наступление армянских сил
К маю 1992 года Шуша была единственной подконтрольной азербайджанским ВС точкой вблизи Степанакерта, с которой обстреливались жилые районы столицы НКР. К этому времени, в результате погромов армян в городах Азербайджана (в Сумгаите, в Баку и других), а также боевых действий на территории Нагорного Карабаха, почти всё армянское население было сосредоточено в Степанакерте. И даже беспорядочные обстрелы со стороны азербайджанских сил приводили к большим потерям среди гражданского населения. В начале мая армянские силы перешли в наступление и в результате двухдневных боёв заняли Шушу. Таким образом, они получили контроль над прилегающими к Степанакерту населёнными пунктами, что дало возможность положить конец обстрелам и бомбардировкам города.
В результате ежедневных обстрелов ракетами «Градов», а также бомбардировок армянских городов Горис и Капан на территории Республики Армения, погибли мирные жители и ополченцы, были разрушены целые населённые пункты.
Город Ходжалы, где расположен единственный аэропорт Нагорного Карабаха, располагался на пути из Шуши и Степанакерта в Агдам. Аэропорт имел жизненно важное значение с точки зрения выживания армянского населения Нагорного Карабаха, так как наземная связь с Арменией была полностью блокирована со стороны Азербайджана.
Согласно сообщениям Human Rights Watch, азербайджанские силы использовали город Ходжалы в качестве базы для обстрелов Степанакерта. В феврале 1992 года армянские силы взяли под контроль Ходжалы, так как это был единственный способ, чтобы приостановить обстрелы Степанакерта и снять блокаду города. Взятие Ходжалы армянами сопровождалось массовой резнёй мирного азербайджанского населения, ставшей, по мнению некоторых источников, самым крупным и жестоким кровопролитием за время Карабахской войны.

## Международная реакция
Под давлением армянского лобби, Конгресс США осудил «блокаду и агрессию Азербайджана против Армении и Нагорного Карабаха», приняв поправку № 907 к Закону о поддержке свободы (1992 год). Документ запрещал прямую помощь США правительству Азербайджана. В нём в частности отмечается: 
Помощь Соединённых Штатов в соответствии с этим или иным Актом не может быть предоставлена правительству Азербайджана, пока Президент не определит, что правительство Азербайджана предпринимает действенные шаги для прекращения блокады и наступательных мер против Армении и Нагорного Карабаха.
 Правозащитная организация Международная христианская «Солидарность» в своём докладе о Карабахской войне отмечает, что Азербайджан был главным агрессором и инициатором войны в Карабахе, так как именно Азербайджан организовал насильственную депортацию армян из Нагорного Карабаха, установил блокаду Карабаха и Армении и, используя тяжёлую военную технику, обстреливал гражданские районы.

В докладе также отмечается:
С самого начала конфликта Азербайджан стремился  достичь своих целей путём неуклонной эскалации военных действий. Армянская община Нагорного Карабаха является главной жертвой в этом трагическом конфликте.

### Helsinki Watch
Делегация правозащитной организации Helsinki Watch провела в Степанакерте два дня. Армяне города заявили, что Степанакерт постоянно находился под обстрелами азербайджанских сил, начиная примерно с октября 1991 года. Участники организации прошли по городу, отметили значительный ущерб, сфотографировали повреждения в жилых районах. Делегация также отметила, что почти каждое здание западной части Степанакерта было обстреляно. Представители Helsinki Watch сфотографировали здание больницы, которое было полностью разрушено, а также повреждённые школьные здания в некоторых районах города.
В своём годовом отчете организация отмечает, что азербайджанские силы «наносили удары по столице Нагорного Карабаха, и другим армянским населённым пунктам. В результате неизбирательных обстрелов и действий снайперов были убиты или покалечены сотни мирных жителей, разрушены дома, больницы и другие объекты, которые не могут считаться легитимными военными целями».

### Записи журналистов
Ванора Беннетт, британский репортёр:

Степанакерт был в лихорадке генеральной уборки. Под ярким солнцем ‘маленькие’ старушки выметали обломки, сдвигая куски битых стен. Хруст битого стекла на развороченном тротуаре, был самым громким звуком. Везде разрушенные здания, на каждом доме видны следы войны: повреждённые крыши, пулевые отверстия, трещины, окна без стёкол. Не было ни магазинов, ни газа, ни электричества, ни телефонов, ни почты, ни наличных денег.— 
Журналист Вадим Биркин:

If I have a memory, it is the cold. When you spend the night sleeping in a bomb shelter, in a basement, and when the stove goes out before morning, then it gets terribly cold. In the morning, when you go upstairs, you don't know whether your home will be there or not.

Если говорить о воспоминаниях, то единственное моё воспоминание — это холод. Когда тебе приходится спать в бомбоубежище, в подвале, и когда огонь в печке гаснет ещё до рассвета, становится ужасно холодно. Утром, когда поднимаешься по лестницам, ты не уверен — твой дом всё еще на месте или нет.— 
Сообщение Montreal Gazette:

Вчера утром, штурмовики Су-25 совершили налет над жилыми районами Степанакерта и сбросили бомбы вблизи армянской церкви в Шуши, именно в момент литургии...— 
Анжелика Чечина, российский журналист, правозащитник:

Я была в Степанакерте с 21 по 25 января. В городе по прежнему нет ни электричества, ни воды. Вода достаётся с таким трудом, что стыдно пить чай. В продуктовых магазинах нечем торговать. В городе уже есть случаи опухания от голода. Степанакерт напоминает кинохронику блокадного Ленинграда.— 
Корреспондент Los Angeles Times Джон-Тор Далбург:

Три месяца подряд люди живут в катакомбах, некоторые в отчаянии... В осаждённой столице самопровозглашённой Нагорно-Карабахской Республики жизнь вернулась к срочности и ненадёжности каменного века. Возьмём, к примеру, питьевую воду, добыча которой превратилась в насущную проблему после того, как Азербайджан отключил электроснабжение к насосам обеспечивающим водой преимущественно армянский город с населением 70 тысяч человек... 
 В своём подземном убежище Лидия Айрапетян часто просыпается от шума над головой.
 “Три месяца мы не мылись, мы забыли, что такое купание”, — говорит учительница, мать троих детей.Они, вместе с остальными 36 семьями, живущими в этом здании, лишены хлеба, так как пекарни закрыты. Вместо хлеба они чистят и варят сырую пшеницу. “В основном, мы выживаем за счёт чая",- говорит Айрапетян.- “Больше не осталось лапши, нет риса...”— 
Репортёр Chicago Tribune Майкл Макгуайр:
Столица Степанакерт находится под ежедневным обстрелом. Нет ни одного дома, который бы отапливался или имел бы электричество. В результате блокады отрезано поступление топлива. Каждая деревня имеет свои силы обороны, потому что каждая деревня находится в зоне боевых действий.— 
Британская газета The Daily Telegraph:
В субботу военно-воздушные силы Азербайджана подвергли бомбардировке столицу этнического армянского анклава Нагорный Карабах, разрушив общежитие для беженцев. По сообщениям СМИ, погибли по меньшей мере 10 человек.
 Представитель регионального законодательного органа Нагорного Карабаха сказал, что два бомбардировщика Су-25 атаковали Степанакерт со снарядами по 1100 фунт. Снаряды упали на общежитие, убив десятки людей.
 Информационное агентство ИТАР-ТАСС сообщает, что мирные жители были похоронены под обломками своих домов, число жертв невозможно определить.— 
Русская писательница, правозащитник Инесса Буркова: 
В течение двух лет азербайджанская артиллерия обстреливала Арцах со всех сторон. Они обстреливали не военные позиции Карабахской армии самообороны, а жилые районы. 
 
 А с середины февраля против городских и сельских жителей Арцаха они использовали оружие массового поражения — ракетные установки "Град", которые являются запрещённым видом оружия. И международное сообщество, и новые, демократические лидеры России молчали. Они не принуждали Азербайджан к ответственности за нарушение международного права.— 
Русская журналистка Галина Ковальская:
У азербайджанской стороны больше потерь среди военных, но армянская сторона, очевидно, имеет гораздо больше потерь среди гражданского населения, потому что сражения происходят в армяно-населённых районах (армяне составляют большинство в Карабахе).
 Помимо того, армяне Карабаха истощены в результате милитаризации повседневной жизни. 
 Не хватает топлива, газопровод постоянно взорван, холодно, а в осаждённых городах люди голодают…— 